# Estádio Zequinha Roriz
Het Estádio Zequinha Roriz is een multifunctioneel stadion in Luziânia, een stad in Brazilië. 
Het stadion wordt vooral gebruikt voor voetbalwedstrijden, de voetbalclub AA Luziânia maakt gebruik van dit stadion. In het stadion is plaats voor 21.564 toeschouwers. Het stadion werd geopend in 1992. Het stadion heeft als bijnaam 'Serra do Lago'.